# Acuera
Acuera.- Acuera su jedno od plemena iz grupe Timucua, porodica Timuquanan, nastanjeno u 16. stoljeću u području gornje Ocklawahe ili Oklwawahe na Floridi. Prvi podaci o njima potječu od De Sota u pismima pisanim na Tampa Bayu. Acuera se spominje kao 'veliki grad' iz kojega su se Španjolci opskrbljivbali kukuruzom. Drugi puta spominju se u vrijeme druge francuske ekspedicije na Floridu 1564-65., kao pleme koje je bilo u savezu s Timucua (Utina) Indijancima. 1604. bilo je sukoba između njih i španjolskih trupa. 
Daljnji podaci isto nisu obilni, 1655. postojale su dvije misije za ove Indijance, to su San Luis i Santa Lucia, obje su iščezle 1680. Ostaci Acuera sakupili su se u "Pueblo de Timucua," koji se 1736. nalazio kod St. Augustine (na Floridi), otuda su Timucue (pa i Acuere) preseljeni na Mosquito Lagoonu i rijeku Halifax, današnji okrug Volusia. Poznato je da su kasnije ovi Indijanci bili prebačeni na Kubu gdje im se gubi trag.  Vidi Taino i Timucua.